# Mount Edwards
Mount Edwards ist ein 907 m hoher Berg im westantarktischen Marie-Byrd-Land. Er ragt in den Denfeld Mountains der Ford Ranges auf.
Wissenschaftler der United States Antarctic Service Expedition (1939–1941) kartierten ihn. Namensgeber ist Leroy P. Edwards, finanzieller Ratgeber bei der ersten (1928–1930) und der zweiten Antarktisexpedition (1933–1935) des US-amerikanischen Polarforschers Richard Evelyn Byrd.